# Golfe de Bomba
Le golfe de Bomba est un golfe de la côté nord-est de la Libye, à une soixantaine de kilomètres de Derna.

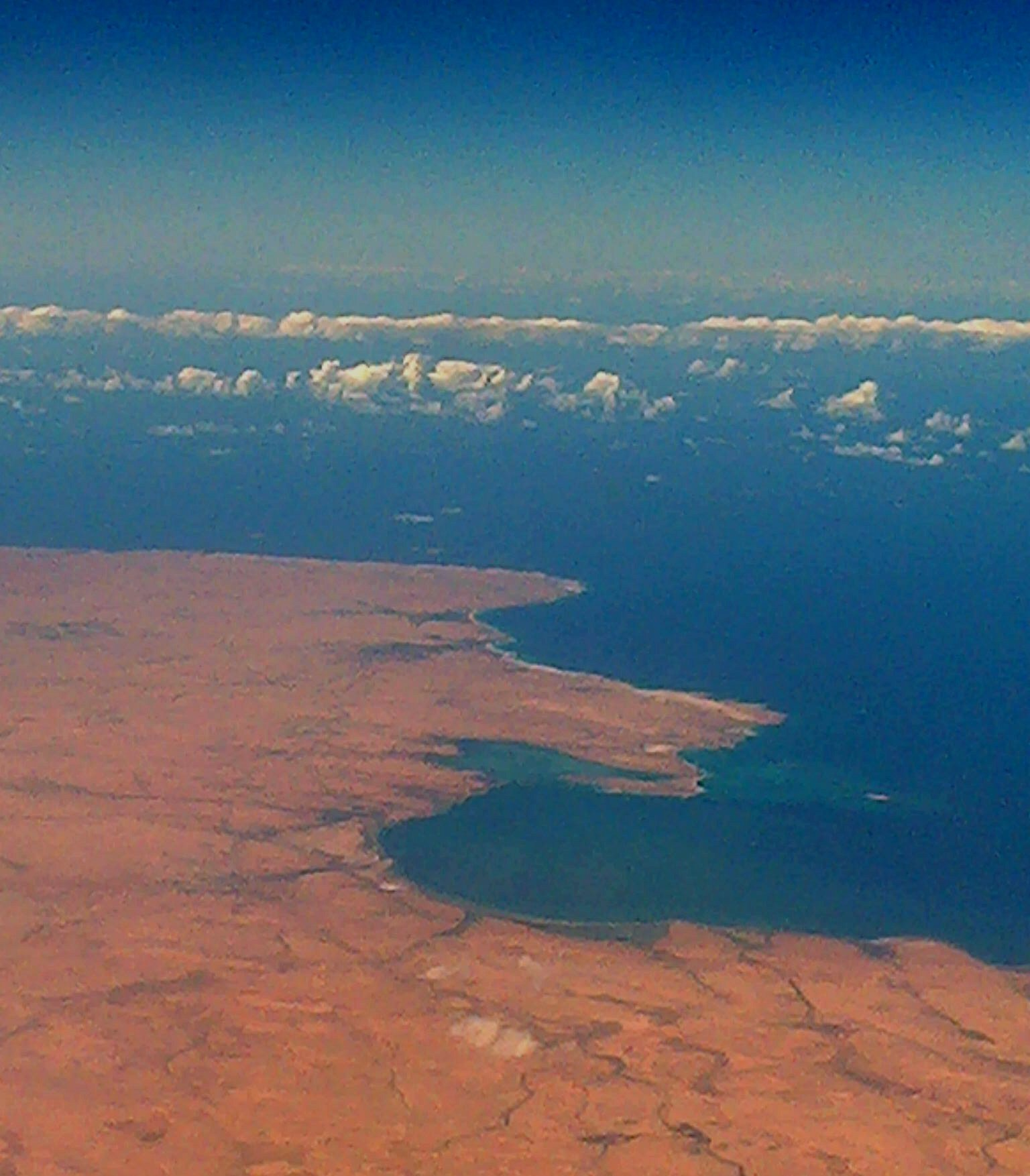
Le golfe de Bomba.

Il est nommé d'après le village de Bomba (en).